# Saab 9-4X
La Saab 9-4X è un SUV di prodotto dalla casa automobilistica svedese Saab dal febbraio al novembre 2011.
Il progetto 9-4X venne presentato per la prima volta nel 2008 e in versione definitiva nel 2010. Questi furono gli anni di transizione della proprietà di Saab Automobile AB dalla General Motors alla Spyker Cars.

## Tecnica

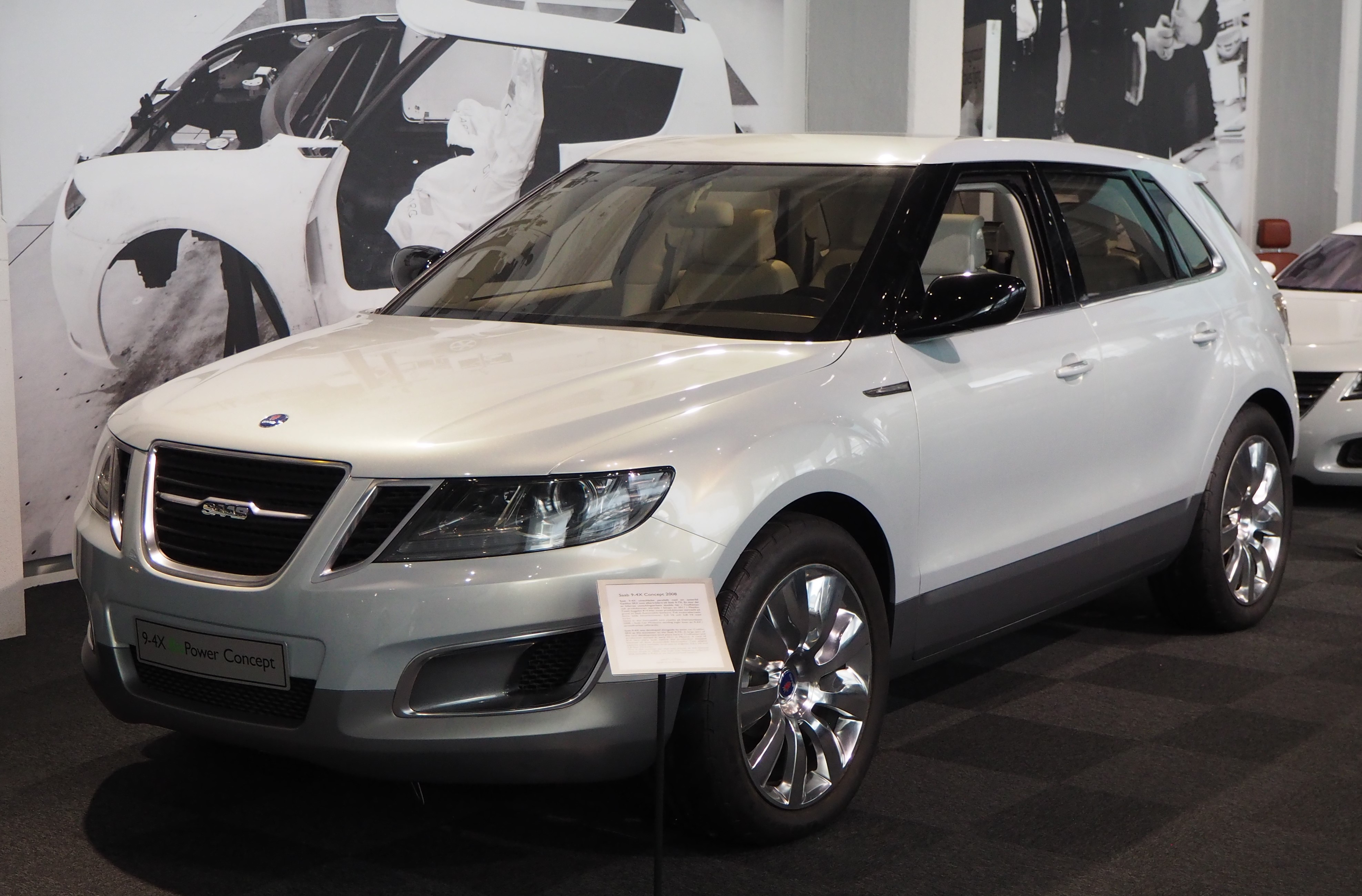
Saab 9-4X BioPower Concept

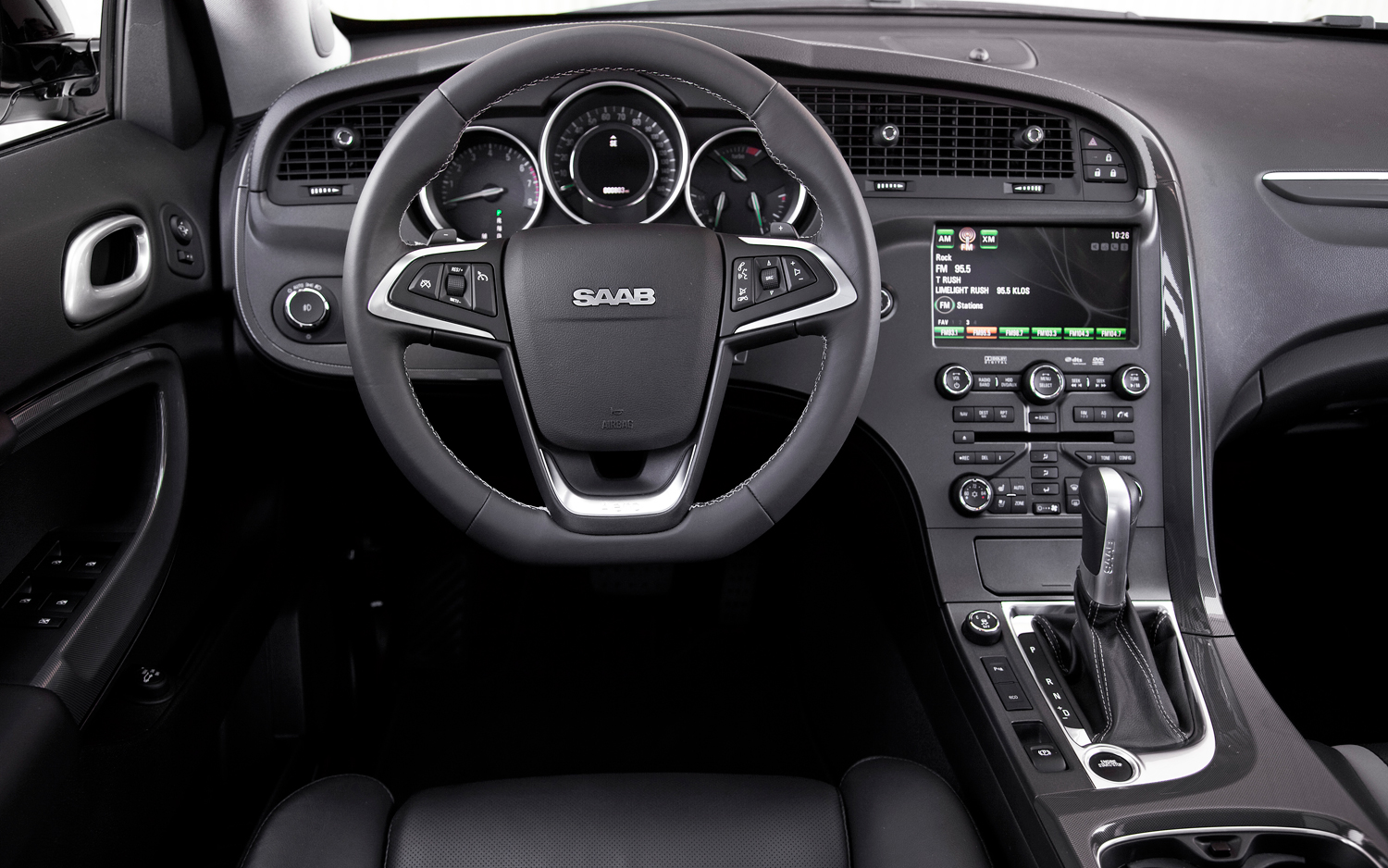
Interni

La 9-4X venne progettata sulla piattaforma Theta premium utilizzata anche dalla Cadillac SRX seconda serie.
Vennero installati due propulsori a benzina V6:
- 3.0 aspirato da 265 cavalli
- 2.8 biturbo a iniezione diretta di benzina da 300 cavalli

Entrambi dotati di trazione integrale XWD a controllo elettronico e di un cambio automatico a sei rapporti abbinato a comandi al volante.

## Dotazione
Sulla vettura si potevano avere come optional: interni in pelle, navigatore touch screen da 8 pollici con hard disk da 10 GB e telecamera posteriore, climatizzatore trizona, AUX, USB, Bluetooth, impianto audio Bose con dieci altoparlanti e due schermi da 8 pollici integrati nei poggiatesta anteriori.

## Produzione
La produzione, iniziata in Messico a febbraio, è cessata nel novembre 2011 a causa delle vicende societarie che hanno interessato la casa svedese.